# 신비 (2012년)
신비(2012년 7월 4일 ~ )는 대한민국의 아역 배우이다.

## 출연 작품

### 텔레비전 드라마
- 2018년 KBS2 드라마 스페셜 - 《엄마의 세 번째 결혼》
- 2018년 MBC 《이별이 떠났다》 ... 한유연 역
- 2018년 tvN 드라마 스테이지 - 《개 같다 거지 같다 아름답다》
- 2019년 tvN 《아스달 연대기》
- 2019년 SBS 《맛 좀 보실래요》 ... 이유리 역